# José Agustín Cajar Escala
José Agustín Cajar Escala (Ciudad de Panamá, 6 de noviembre de 1915 - 21 de agosto de 1994) fue un escritor, periodista y político panameño. 

## Biografía
Estudió en el Instituto Nacional de Panamá, obteniendo el bachiller en letras en 1936. Luego fue nombrado inspector de sanidad en el interior del país, lo que hizo acercarse a la naturaleza y a la vida diaria del campo.
En ese entonces escribió la novela El cabecilla y fue merecedor del Premio Ricardo Miró en 1942, donde expone un frustrado levantamiento campesino, con una narración sobria y directa pero descuidado en léxico. En 1949 escribió junto con Guillermo Beleño la obra Ocho hombres y una leyenda, también ganador del tercer lugar del Ricardo Miró. En 1955 fue premiado con su cuento Bocaracá. En 1964 publicó la obra Maleante y otros cuentos, obteniendo el segundo lugar en cuento en los Premios Ricardó Miro y siendo posteriormente interpretada por el actor Harry Iglesias.
En el periodismo, fue redactor en El Panamá América y director del semanario Mundo Gráfico. En 1951 fue electo director del Sindicato de Periodistas de Panamá e inauguró la Casa del Periodista. Fue miembro de la Federación Internacional de Organizaciones de Periodistas Profesionales. En 1961 fue jefe de redacción de El Tiempo de Panamá y director del diario La Crítica hasta el golpe de Estado en Panamá de 1968.
Fue designado alcalde de Panamá entre 1956 y 1958, y luego fue designado gobernador de la provincia de Panamá. También fue desingado ministro plenipotenciario de Panamá en Japón y subsecretario de la Asamblea Nacional de Panamá. 